# Robert Hughes (allenatore di pallacanestro)
Robert Hughes Sr. (Bristow, 15 maggio 1928 – Fort Worth, 11 giugno 2024) è stato un allenatore di pallacanestro statunitense.

## Carriera
Fu l'allenatore più vincente nella storia del basket liceale statunitense, vantando infatti 1.333 vittorie. Si ritirò nel 2005.
Dal 1958 al 1973 allenò la I.M. Terrell High School di Fort Worth in Texas; successivamente guidò la Paul Laurence Dunbar High School fino al 2005.
Nel 2017 entrò fra i membri del Naismith Memorial Basketball Hall of Fame